# Cướp biển vùng Caribbean: Lời nguyền của tàu Ngọc Trai Đen
Cướp biển vùng Caribbean: Lời nguyền của tàu Ngọc Trai Đen là bộ phim phiêu lưu - giả tưởng Mỹ năm 2003, là phần đầu trong loạt phim dựa trên chuyến thám hiểm Cướp biển vùng Caribe tại công viên giải trí Disney. Bộ phim được đạo diễn và sản xuất bởi Gore Verbinski và Jerry Bruckheimer. Câu chuyện dựa trên việc anh thợ rèn Will Turner (Orlando Bloom) và tên hải tặc thuyền trưởng Jack Sparrow (Johnny Depp) với ý định giải cứu Elizabeth Swann (Keira Knightley) đang bị bắt cóc bởi nhóm thủy thủ bị nguyền rủa trên con thuyền Ngọc Trai Đen được chỉ huy bởi Hector Barbossa (Geoffrey Rush).
Jay Wolpert phát triển kịch bản dựa trên chuyến thám hiểm thực tế tại công viên giải trí vào năm 2001 và được Stuart Beattie viết lại vào đầu năm 2002. Trong khoảng thời gian đó, nhà sản xuất Jerry Bruckheimer bắt đầu tham gia vào dự án phim; ông đã yêu cầu Ted Elliott và Terry Rossio soạn thảo kịch bản, thêm lời nguyền siêu nhiên vào nội dung phim. Phim bắt đầu quay từ tháng 10 năm 2002 tới tháng 3 năm 2003 tại đảo Saint Vincent và Grenadines và dựng cảnh tại Los Angeles, California.
Lễ công chiếu được tổ chức tại Khu nghỉ dưỡng Disneyland, Anaheim, California vào ngày 28 tháng 6 năm 2003. Lời nguyền thuyền Ngọc Trai Đen đạt được doanh thu ngoài dự kiến với nhiều lời phê bình tích cực và doanh thu đạt trên toàn cầu là $653 triệu. Bộ phim trở thành phần đầu trong loạt phim Cướp biển vùng Caribbean với các phần tiếp theo. Bộ phim được đề cử năm giải Oscar, bao gồm giải diễn viên nam xuất sắc nhất cho Johnny Depp.

## Cốt truyện
Câu chuyện bắt đầu khi ngài Thủ hiến Weatherby Swann (Jonathan Pryce) và cô con gái 12 tuổi Elizabeth trên đường đến Cảng Hoàng Gia, Jamaica, thuyền của họ đã gặp một con thuyền đắm với một người sống sót duy nhất là cậu bé Will Turner. Elizabeth giấu chiếc huy hiệu vàng mà Will đang đeo trong lúc mê man, cô bé sợ rằng nó sẽ chỉ điểm ra cậu bé là một tên cướp biển. Cô bé chợt thoáng thấy con thuyền ma, chiếc Ngọc Trai Đen.
Tám năm sau, Đại úy James Norrington (Jack Davenport) thuộc đội Hải quân Hoàng gia được thăng cấp lên hàm Thiếu tướng. Ông ta cầu hôn Elizabeth (Keira Knightley), tuy nhiên cô đã ngất xỉu rơi xuống biển trước khi kịp trả lời. Chiếc huy hiệu vàng phát ra tín hiệu khi nó chạm mặt nước.
Tên hải tặc Thuyền trưởng Jack Sparrow (Johnny Depp) đến Cảng Hoàng Gia để trưng dụng thuyền. Anh ta đã cứu Elizabeth, nhưng Norrington phát hiện ra Jack là cướp biển và định bắt giữ anh. Jack nhanh chóng bắt Elizabeth làm con tin để chạy thoát rồi anh ta trốn trong xưởng rèn và chạm trán Will Turner (Orlando Bloom), đang là người học nghề. Jack bị đánh ngất xỉu rồi bị tống giam chờ treo cổ vào ngày hôm sau. Đêm đó con thuyền Ngọc Trai Đen tấn công Cảng Hoàng Gia dựa vào tín hiệu của chiếc huy hiệu. Elizabeth bị bắt giữ và bị đưa lên con thuyền. Không muốn bị lộ là con gái của Thủ hiến, Elizabeth đã nói với Thuyền trưởng Hector Barbossa (Geoffrey Rush) rằng họ của cô là Turner. Cô đã đàm phán đổi chiếc huy hiệu lấy việc dừng tấn công Cảng Hoàng Gia. Barbossa đồng ý nhưng đã dùng kẽ hở trong thỏa hiệp để bắt giữ Elizabeth vì ông ta tin rằng cô là chìa khóa hóa giải lời nguyền mà họ đang mang.
Vì rất yêu Elizabeth, Will đã đề nghị thỏa thuận với Jack Sparrow truy tìm chiếc Ngọc Trai Đen, nhưng Norrington từ chối với lý do: "Bọn hải tặc tấn công pháo đài đã bỏ Sparrow lại trong tù, do đó chúng không phải là người của hắn". Thay vào đó ông ta cho rằng bọn hải tặc sẽ làm theo lẽ thông thường, đó là điều mà Will không đồng ý và phan búa vào bàn bản đồ rồi nói: "Bấy nhiêu đó là chưa đủ!". Norrington yêu cầu Will không được can thiệp vào vì anh ta chỉ là một thợ rèn. Will thuyết phục Jack đi cứu Elizabeth đổi lại anh ta sẽ được tự do. Sau khi biết họ của Will là Turner, Jack đồng ý vì tin rằng anh ta có thể dùng Will để đòi lại con thuyền Ngọc Trai Đen. Will và Jack trưng dụng con thuyền HMS Interceptor và tuyển mộ thủy thủ đoàn ở Tortuga với sự giúp đỡ của người bạn cũ, Joshamee Gibbs (Kevin McNally). Họ ra khơi hướng tới đảo Isla de Muerta, vì Jack cho rằng bọn hải tặc sẽ đến đó để giải lời nguyền.
Will tìm hiểu ra được Jack từng là thuyền trưởng của chiếc Ngọc Trai Đen, nhưng khi Jack chia sẻ về chiếc rương chứa vàng Aztec, thuyền phó Barbossa đã nổi loạn và bỏ rơi anh ta trên đảo hoang. Jack trốn thoát ba ngày sau đó. Bọn hải tặc tiêu xài số vàng và nhận ra nó là lời nguyền, biến chúng thành những bộ xương người chỉ hiện hình dưới ánh trăng. Lời nguyền có thể bị phá bỏ nếu hoàn trả toàn bộ vàng và không cho máu của thủy thủ nào chạm vào số vàng trong rương. William "Bootstrap Bill" Turner, người duy nhất ủng hộ Jack, đã trao đồng vàng cho Will Turner - con trai ông vì muốn đám thủy thủ bị nguyền rủa. Barbossa đã trói Bootstrap vào khẩu đại bác và bắn ông ta xuống biển để xem máu của ông ta có phá bỏ lời nguyền hay không; người nào đó mang dòng máu Turner phải thay thế chỗ của ông ta.
Tại đảo Isla de Muerta, Barbossa cho rằng Elizabeth là con của Bootstrap, hòa đồng tiền vàng vào máu của cô và ném nó vào trong chiếc rương — lời nguyền vẫn còn. Sau khi lên đảo, Will nghi ngờ Jack và đánh anh ta ngất xỉu. Will giải cứu Elizabeth và họ bỏ trốn về chiếc Interceptor, bỏ lại Jack đằng sau. Jack thỏa thuận với Barbossa — anh ta tiết lộ về con của Bootstrap Bill để lấy chiếc Ngọc Trai Đen. Cuộc dàn xếp của Jack trở nên vô nghĩa khi Barbossa nhắc lại việc mất con thuyền Ngọc Trai Đen là vì thái độ quá dễ dãi của anh ta. Barbossa truy kích và tấn công chiếc Interceptor. Barbossa giành thắng lợi trong việc đánh chìm và bắt sống thủy thủ đoàn của chiếc Interceptor. Will tiết lộ anh là con của Bootstrap Bill và ra yêu cầu trả tự do cho Elizabeth và thủy thủ đoàn nếu không anh ta sẽ tự sát và gieo mình xuống biển làm hỏng kế hoạch giải lời nguyền của Barbossa. Barbossa đồng ý và lợi dụng kẽ hở lần nữa, bỏ rơi Elizabeth và Jack trên hòn đảo mà Jack bị bỏ rơi mười năm trước. Will bị giải đến đảo Isla de Muerta, Barbossa định giết anh ta để phá lời nguyền. Trên hòn đảo xa xôi, Elizabeth phát hiện ra cách mà Jack trốn thoát: hòn đảo được bọn buôn rượu dùng để chứa rượu Rum.
Elizabeth đốt trụi kho chứa rượu để tạo đám lửa tín hiệu và Norrington phát hiện ra. Cô đã thuyết phục Norrington giải cứu Will bằng việc chấp thuận cưới ông ta. Quay lại đảo Isla de Muerta, Norrington chuẩn bị cuộc phục kích trong khi Jack thuyết phục Barbossa thiết lập một liên minh. Jack thuyết phục ông ta trì hoãn việc giải lời nguyền cho đến khi họ chiếm được thuyền Dauntless. Kế hoạch của Jack bị hỏng khi Barbossa ra lệnh cho lính của ông tấn công thuyền Dauntless từ dưới nước. Elizabeth thâm nhập thuyền Ngọc Trai Đen và giải thoát cho thủy thủ đoàn của Jack. Cô cố kêu gọi thủy thủ tham chiến, nhưng họ bỏ chạy với thuyền Ngọc Trai Đen trong khi Elizabeth hướng về đảo để hỗ trợ Will. Elizabeth cứu Will trong khi Jack đánh nhau với Barbossa.
Norrington phát hiện ra thuyền của ông bị tấn công và ra lệnh binh lính quay về thuyền. Họ trở về thuyền kịp lúc, trong khi Jack và Will trả hai chiếc huy hiệu về lại chiếc rương để giải lời nguyền. Khi Barbossa tính giết Elizabeth, Jack bắn Barbossa. Barbossa cho rằng Jack đã lãng phí phát súng, nhưng Will lên tiếng về vị trí của anh đứng gần chiếc rương với con dao cùng hai chiếc huy hiệu vấy máu. Anh thả chúng về rương. Barbossa chết vì vết thương quá nặng. Bọn hải tặc bên ngoài cũng đầu hàng vì đã nhận ra rằng chúng không còn bất tử.
Tại Cảng Hoàng Gia, Jack chuẩn bị bị hành hình. Cho rằng Jack xứng đáng được sống, Will cố gắng cứu Jack khi thấy con vẹt của Cotton. Cả hai bị bắt giữ, Norrington nói rằng Will đã quên mất mình là ai. Jack lùi lại và bơi về thuyền Ngọc Trai Đen đã được sửa chữa mới lại. Will được tha và được phép cưới Elizabeth vì anh đã làm ra thanh kiếm tuyệt vời và Norrington mong anh sẽ cống hiến hết mình cho ông. Khi được hỏi về Jack, Norrington nghĩ rằng nên cho Jack một ngày để tự ra đi trước khi mở cuộc truy đuổi. Thủy thủ đoàn giải cứu Jack, thay vì lấy đi con thuyền, Annamaria nhường lại cho anh vị trí thuyền trưởng. Bộ phim kết thúc khi Jack nhìn vào chiếc la bàn và hát bài "Cuộc đời hải tặc dành cho tôi".
Trong cảnh hậu kết, chúng ta sẽ thấy xác của thuyền trưởng Barbossa và con khỉ Jack của ông ta. Sau khi thấy cái rương, khỉ Jack mò lên và lấy đồng vàng có dính máu. Con khỉ trở thành bộ xương và mỉm cười, thét lên và nhảy chồm vào màn ảnh.

## Diễn viên tham gia
- Johnny Depp trong vai thuyền trưởng Jack Sparrow: một tên cướp biển lập dị được biết đến với dáng đi nghênh ngang hơi nghiêng một bên cùng với giọng nói lắp và cử chỉ phủi tay kỳ lạ. Anh ta trở nên nổi tiếng nhờ vào câu chuyện phịa về việc trốn thoát khỏi đảo hoang. Anh quyết tâm giành lại con thuyền Ngọc Trai Đen mà anh ta đánh mất mười năm trước. Vai diễn theo dự định được viết dành cho Hugh Jackman bởi vì cái tên "Jack Sparrow"; tuy nhiên, anh không được nổi tiếng bên ngoài Australia, do đó hãng Disney quyết định chọn Depp cho vai Jack.[2] Depp cho biết nội dung rất hay: khó khăn hơn việc tìm ra kho báu, thủy thủ đoàn của thuyền Ngọc Trai Đen phải hoàn trả lại nó để giải lời nguyền; bên cạnh còn có cuộc nổi loạn trên thuyền.[3] Lúc bắt đầu, theo lời của Bruckheimer, Sparrow giống như "Burt Lancaster lúc trẻ, một tên cướp biển vênh váo". Trong lần đầu diễn thử, Depp ngạc nhiên khi diễn viên và đoàn làm phim biểu diễn theo phong cách rất lạ.[4] Sau khi tìm hiểu về cướp biển thế kỷ 18, Depp so sánh họ như những nghệ sĩ nhạc rock hiện đại và quyết định thể hiện phong cách giống Keith Richards.[5] Mặc dù Verbinski và Bruckheimer rất tin tưởng Depp, một phần là vì có Bloom, người sẽ miêu tả phong cách Errol Flynn,[3] Ban giám đốc của hãng Disney rất lúng túng, họ hỏi Depp nhân vật này giống như gã say rượu hay đồng tính, và ngay cả Michael Eisner sau khi xem cũng cho rằng: "Anh ấy đang làm hỏng bộ phim này!"[4]. Depp phản biện: "Nhìn này, đây là lựa chọn của tôi. Anh tin vào tài của tôi mà. Hoặc là tin tôi hoặc là cắt vai diễn của tôi đi".[5]
- Geoffrey Rush trong vai Thuyền trưởng Hector Barbossa: thuyền trưởng của tàu Ngọc Trai Đen, ông là thuyền phó của Jack Sparrow trước khi ông ta nổi loạn chống lại Jack mười năm trước. Ông ta và thủy thủ đoàn trộm vàng Aztec bị nguyền rủa, do đó họ bị nguyền phải sống mãi không thể chết. Verbinski mời Rush cho vai diễn Barbossa, bởi vì ông biết Rush không đóng vai diễn quá phức tạp, mà là vai diễn có tính cách độc ác đơn thuần sẽ phù hợp với cốt truyện hơn.[3]
- Orlando Bloom trong vai Will Turner: một anh học nghề thợ rèn ở Cảng Hoàng Gia, đem lòng yêu Elizabeth Swann. Will đấu tranh tư tưởng về việc cha anh, "Bootstrap" Bill, là một tên hải tặc, cũng không thể cảm nhận được anh có phải là người tốt hay không. Bloom đọc kịch bản sau Geoffrey Rush, người đóng cùng anh trong phim Ned Kelly, cũng là người đề nghị anh tham gia phim.[6]
- Keira Knightley trong vai Elizabeth Swann: con gái của Thủ Hiến Weatherby Swann, Elizabeth tỏ ra rất thích thú với hải tặc từ lúc còn nhỏ. Lúc tàu Ngọc Trai Đen tấn công Cảng Hoàng Gia, cô đã nói họ mình là Turner và gây nhầm lẫn cô chính là con của "Bootstrap" Bill. Cô cũng yêu Will Turner. Elizabeth từ bỏ hình ảnh "thiếu nữ buồn bã" và thay đổi tính cách của mình thành một hải tặc cao quý. Knightley tham gia là một sự bất ngờ của Verbinski; ông không hề xem diễn xuất của cô trong phim Khuất phục nó như Beckham và rất ấn tượng sau buổi thử giọng của cô.[3]
- Jack Davenport trong vai Thiếu tướng Norrington: Một viên sĩ quan trong Hải quân Hoàng Gia, anh cũng có tình cảm với Elizabeth, có thái độ không ưa mấy hải tặc. Trong đầu bộ phim, anh nhận xét rằng Jack Sparrow là "tên cướp biển tệ hại nhất mà ta từng nghe nói".
- Jonathan Pryce trong vai Thủ Hiến Weatherby Swann: Thủ Hiến xứ Jamaica, được bố trí tại Cảng Hoàng Gia, và là cha của Elizabeth Swann. Đạo diễn đã thuyết phục Tom Wilkinson nhận vai diễn,[7] nhưng nó lại thuộc về Pryce, người mà Depp rất ngưỡng mộ.[3]
- Lee Arenberg trong vai Pintel: tên hải tặc trên tàu Ngọc Trai Đen. Anh ta và Ragetti mặc đồ phụ nữ để đánh lạc hướng quân của Norrington giúp cho đám hải tặc bị mắc lời nguyền thâm nhập tàu Dauntless vào cuối bộ phim. Anh ta và Ragetti đã nói nhiều thông tin về cướp biển.
- Mackenzie Crook trong vai Ragetti: là hải tặc trên tàu Ngọc Trai Đen, bạn của Pintel, với con mắt gỗ giả hay bị rớt ra.
- Kevin McNally trong vai Joshamee Gibbs: là bạn và đồng thuyền phó của Jack Sparrow, ông cũng từng phục vụ trong Hải quân Hoàng Gia. Ông luôn là người kể truyền thuyết về Jack Sparrow.
- Zoe Saldana trong vai Anamaria: Nữ hải tặc đồng ý tham gia với Will Turner và Mr. Gibbs để có cơ hội hỏi tội Jack Sparrow về tội trộm thuyền của cô. Jack hứa trả cô bằng chiếc Interceptor trong nỗ lực làm dịu bớt cơn giận của cô.
- David Bailie trong vai Cotton: Một thủy thủ đã bị cắt mất lưỡi, bị câm và phải nhờ con vẹt nói hộ mình. Ông sống ở Tortuga cho đến khi Jack và Will thuê ông để đi cứu Elizabeth.
- Greg Ellis trong vai Theodore Groves: Viên sĩ quan Hải quân Hoàng Gia làm việc dưới quyền của Thiếu tướng James Norrington.

## Quá trình sản xuất

### Phát triển
Trong giai đoạn đầu những năm 1990, hai nhà viết kịch bản Ted Elliott và Terry Rossio bắt đầu nghĩ về dòng phim cướp biển kết hợp với các hiện tượng thần bí. Hãng Disney đã thuê Jay Wolpert viết kịch bản dựa trên chuyến tham quan năm 2001 và các câu chuyện của Brigham Taylor, Michael Haynes và Josh Harmon. Câu chuyện nói về Will Turner, một người gác tù đã thả Sparrow để giải cứu Elizabeth, đang bị bắt giữ đòi tiền chuộc bởi thuyền trưởng Blackheart. Hãng phim không chắc chắn trong việc xuất bản bộ phim ra rạp chiếu hoặc ra băng video. Hãng dự tính mời Matthew McConaughey vào vai Sparrow bởi vì sự tương đồng của anh với Burt Lancaster, người đã truyền cảm hứng cho tính cách của nhân vật này. Nếu họ chọn sản xuất nó ra video gia đình, Christopher Walken hoặc Cary Elwes sẽ là sự lựa chọn đầu tiên. Stuart Beattie được mời về viết lại kịch bản vào tháng 3 năm 2002, bởi vì sự hiểu biết của ông về Hải tặc.
Khi Dick Cook cố thuyết phục nhà sản xuất Jerry Bruckheimer tham gia vào kế hoạch, ông đã bác ngay kịch bản vì ông cho rằng nó chỉ là một "bộ phim cướp biển đơn thuần"." Sau đó tháng 3 năm 2002, ông mời Elliott and Rossio, người đã đề nghị tạo ra lời nguyền siêu nhiên– như nó được giới thiệu trong đoạn mở đầu của chuyến tham quan– để làm cốt truyện cho bộ phim. Vào tháng 5 năm 2002, Gore Verbinski đăng ký làm đạo diễn cho phim Cướp biển vùng Ca-ri-bê. Ông rất hứng thú với ý tưởng dùng kỷ xảo hiện đại để khôi phục lại thể loại vốn đã mất tích sau bộ phim Thời kỳ vàng son của Hollywood và gợi nhớ lại ký ức tuổi thơ về chuyến tham quan, ông cảm giác rằng bộ phim là cơ hội để tỏ lòng ngưỡng mộ về giai thoại "vui vẻ và đáng sợ" của nó.
Mặc dù Cook là một người hưởng ứng nhiệt tình kế hoạch lấy chuyến tham quan tại Disney làm nền cho phim, nhưng sự thất bại của bộ phim Gấu miền quê đã làm cho Michael Eisner muốn dừng việc sản xuất phim Cướp biển vùng Ca-ri-bê. Tuy nhiên, Verbinski yêu cầu các họa sĩ tiếp tục tiến trình làm phim, và khi Eisner đến tham quan, vị giám đốc rất ngạc nhiên với những thành quả đó. Như việc gợi nhớ lại trong cuốn DisneyWar, Eisner cân nhắc về việc "Tại sao kinh phí lại cao như thế?" Bruckheimer trả lời, "Những bộ phim cạnh tranh có kinh phí 150 triệu đô-la Mỹ," ý nói đến những thương hiệu như Chúa tể những chiếc nhẫn và Ma trận. Eisner đồng tình, nhưng với những dấu hiệu liên quan đến công viên giải trí, Eisner yêu cầu Verbinski và Bruckheimer cắt bỏ một số cảnh liên quan đến chuyến tham quan trong kịch bản, như cảnh lúc Sparrow và Turner vào trong hang qua một thác nước.

### Dựng phim và thiết kế
Verbinski không muốn bộ phim trở nên lãng mạn hóa: ông muốn nó có cảm giác như giả tưởng lịch sử. Đa số diễn viên nam đeo kính áp tròng và bộ phận giả. Depp thì đeo kính áp tròng như đeo kính râm, trong khi Rush và Lee Arenberg phải đeo kính áp tròng mờ để tạo nên hình ảnh những nhân vật đáng sợ. Mackenzie Crook phải mang hai kính áp tròng để diễn vai tên hải tặc có mắt gỗ: một tròng mềm, và một tròng cứng phòng trường hợp nó lồi ra. Thêm vào đó, răng sâu và làn da dơ dáy của họ cũng phải nhuộm, Depp phải đeo răng vàng giả, mà anh ấy quên tháo ra khi kết thúc phim. Depp phải dùng khẩu súng thật được làm vào năm 1760 tại Luân Đôn, đoàn làm phim phải mua nó từ một tay buôn ở Connecticut. Đoàn cũng phải bỏ ra năm tháng để tạo cái hang nơi mà Barbossa và thủy thủ đoàn Ngọc Trai Đen cố giải lời nguyền, với 5 feet nước, 882 đồng vàng Aztec, và một số cổ vật bằng vàng để tạo sự hoành tráng cho kho báu. Đoàn cũng tạo ra khu rừng tại Cảng Hoàng Gia ở Rancho Palos Verdes, California, và cung điện của Thủ Hiến Swann tại Bãi biển Manhattan. Một trận hỏa hoạn xảy ra vào tháng 9 năm 2002, gây thiệt hại 525,000 đô-la Mỹ, không ai bị thương.
Các nhà làm phim chọn St. Vincent làm điểm quay phim chính, bởi vì nó có bờ biển yên tĩnh nhất mà họ cần, họ đã phải xây ba cây cầu cảng và một cảnh nền tại Cảng Hoàng Gia và Tortuga. Quan trọng nhất vẫn là ba chiếc thuyền trong phim: tàu Ngọc Trai Đen, tàu Dauntless và tàu Interceptor. Với lý do ngân quỹ, các con tàu được làm trên xưởng tàu, với sáu ngày chiến đấu trên đại dương giữa tàu Ngọc Trai Đen và chiếc Interceptor. Chiếc Dauntless và chiếc Ngọc Trai Đen được làm trên xà lan, với công nghệ tái tạo hình ảnh để hoàn thành kết cấu. Tàu Ngọc Trai Đen đồng thời được làm tại nhà chứa máy bay Spruce Goose, để điều chỉnh sương mù và ánh sáng. Chiếc Interceptor được sửa lại từ chiếc Lady Washington, một chiếc bản sao từ thuyền buồm ở Aberdeen, Washington, được sơn lại trước chuyến hải trình 40 ngày bắt đầu vào ngày 2 tháng 12 năm 2002, đến địa điểm vào ngày 12 tháng 1 năm 2003. Một bức họa cũng được vẽ dành cho cảnh bão
Buổi diễn bắt đầu vào ngày 9 tháng 10 năm 2002 và hoàn tất vào tháng 3 năm 2003. Việc dựng phim nhanh bị ảnh hưởng bởi hai tình huống: trong lúc Jack Sparrow trộm chiếc Interceptor, ba sợi dây thừng buộc vào chiếc Dauntless không sứt ra ngay, mà đến khi nó bung ra, mấy mảnh vụn trúng vào đầu gối của Depp, may là anh ấy không bị thương, tai nạn đơn thuần làm cho Sparrow giống như đang cúi xuống trong phim. Tình huống vui hơn trong tai nạn là khi chiếc thuyền mà Sparrow dùng, chìm ngay khi đến Cảng Hoàng Gia. Vào tháng 10, đoàn tiếp tục quay cảnh phim tại Rancho Palos Verdes, vào tháng 12 họ lại tiếp tục tại Saint Vincent and the Grenadines và vào tháng 1 họ lại quay tiếp cảnh trong hang ở Los Angeles. Elliott và Rossio thường hay thay đổi kịch bản lúc dựng cảnh, thêm vào một số phần như việc Gibbs (Kevin McNally) kể cho Will cánh mà Sparrow nói về việc trốn thoát khỏi đảo – buộc một cặp rùa lại với nhau bằng sợi dây đính bằng tóc của Jack – và Pryce viết về không khí chiến đấu để tạo sự đồng cảm cho khán giả.
Bởi vì thời lượng chặt chẽ của buổi quay phim, Industrial Light & Magic bắt tay ngay vào việc dựng kỹ xảo hình ảnh. Không những phải tạo kỹ xảo về những bộ xương dưới ánh trăng, đoàn làm phim cũng phải dùng kỹ xảo tái tạo của vi tính để làm cho hình dạng của bộ xương phải phù hợp với tính cách nhân vật và lối biểu diễn của các nam diễn viên. Mỗi cảnh quay bộ xương phải được làm hai lần: một bản với phong cách diễn của họ, và một bản khác không có họ để thêm vào mấy bộ xương, Verbinski đã tạo ra một đoạn phim đầy óc thẩm mỹ khi ra lệnh quay bằng camera cầm tay. Các diễn viên phải đóng lại cảnh phim lần nữa tại sàn xử lý hình ảnh. Với các cảnh quay phải hoàn thành trong bốn tháng trước khi công chiếu, Verbinski phải ngồi biên tập lại 18 giờ một ngày, và ngồi xem xét lại hơn 600 cảnh quay hiệu ứng, ông đã phải loại hơn 250 cảnh quay đơn thuần vì nó bị dính ảnh của những chiếc thuyền hiện đại trong đó.

### Nhạc phim
Verbinski làm việc với Klaus Badelt với Hans Zimmer cho phần nhạc phim, họ phải chỉ huy dàn nhạc 15 người để nhanh chóng hoàn thành nó. Alan Silvestri, người đã cộng tác với Verbinski trong phim Săn chuột và Người Mê-xi-cô, đáng lẽ ra sẽ là người được chọn, nhưng Bruckheimer quyết định làm việc với đội của Zimmer vì ông rất tin tưởng ở họ, và Silvestri vui vẻ ra đi trước khi ông bắt tay vào việc sản xuất.

## Đón nhận

### Công chiếu
Bộ phim đạt được doanh thu rất thành công. Trước khi công chiếu, nhiều nhà báo tin rằng bộ phim Cướp biển vùng Ca-ri-bê sẽ thất bại. Thể loại cướp biển chưa bao giờ thành công từ nhiều năm trước đó, với phim Đảo chết chóc (năm 1995) là một ví dụ điển hình. Bộ phim chủ yếu dựa trên chuyến tham quan tại Disneyland, với Johnny Depp - người nổi tiếng đóng những phim kinh dị, vốn rất ít được biết đến trong những vai nam chính. Hãng Walt Disney đã rất mạo hiểm khi cho phép sản xuất thể loại phim PG-13 đầu tiên của hãng, khi một trong những người điều hành lưu ý về bộ phim vì nó làm ảnh hưởng mạnh đến đứa con 5 tuổi của cô. Dù sao, hãng cũng rất tự tin khi thêm vào tên phim Lời nguyền Ngọc Trai Đen để phòng trường hợp cho phần tiếp theo, và cũng để hấp dẫn những trẻ lớn hơn. Verbinski không thích tiêu đề mới vì bộ phim nói về vàng Aztec hơn là con thuyền bị nguyền rủa, do đó ông đã yêu cầu làm cho tiêu đề khó đọc trong áp phích quảng cáo. Sự tin tưởng của họ được đền đáp: Cướp biển vùng Ca-ri-bê: Lời nguyền tàu Ngọc Trai Đen mở màn với vị trí số 1, đạt doanh thu 46,630,690 đô-la Mỹ trong tuần công chiếu đầu tiên và 70,625,971 đô-la Mỹ sau ngày thứ Tư công chiếu. Cuối cùng nó đạt tổng doanh thu toàn cầu là 654,264,015 đô-la Mỹ (305,413,918 đô-la Mỹ tại thị trường nội địa và 348,850,097 đô-la Mỹ ở hải ngoại), trở thành phim thứ 4 có doanh thu cao nhất năm 2003.

### Phê bình
Rotten Tomatoes công bố tỷ lệ 78% trong 196 mẫu phê bình tích cực cho bộ phim giúp nó đạt được mức trung bình là 7.1/10. Tại trang Metacritic đưa ra mức trung bình trọng số bộ phim đạt được 64 điểm trên 100 dựa trên 40 bài phê bình. Alan Morrison của tờ Empire đưa ra nhận xét đây là "bộ phim bom tấn hay nhất của mùa hè" dành cho tất cả các cảnh quay mặc dù ông thấy thất vọng trong cảnh phiêu lưu kiêm lãng mạn trong phim. Roger Ebert khen ngợi diễn xuất của Depp và Rush, "Có thể nói rằng [Depp's] diễn xuất rất thật đến từng chi tiết. Chưa từng có tên cướp biển, hay một người nào, như người trong phim... cách diễn của anh đáng để đời." Tuy nhiên, ông cho rằng bộ phim quá dài dòng, Kenneth Turan chia sẻ lời phê bình tiêu cực về bộ phim, cho rằng phim "tập trung quá nhiều vào các diễn viên phụ and và những cảnh phiêu lưu đồ sộ", tuy vậy ông vẫn rất thích lối diễn xuất của Depp.

### Các thành tựu
Nhờ vào vai diễn thuyền trưởng Jack Sparrow, Johnny Depp thắng giải Nam diễn viên chính xuất sắc nhất tại giải Screen Actors Guild Awards, giải MTV Movie và giải Empire, anh cũng được đề cử tại giải Golden Globe, giải BAFTA Awards, và giải 76th Academy Awards, trong đó bộ phim Lời nguyền tàu Ngọc Trai Đen được đề cử cho giải Hóa trang, Biên tập âm thanh, Hòa âm và Hiệu ứng hình ảnh. Lời nguyền tàu Ngọc Trai Đen cũng thắng các giải khác như Phục trang/tóc xuất sắc nhất tại giải BAFTA Awards, Hóa trang xuất sắc nhất tại Saturn Award, giải Biên tập âm thanh tại Golden Reel Award, hai giải Hiệu ứng hình ảnh tại VES Award, và giải Phim được ưu chuộng nhất tại People's Choice Awards.